# رنگ‌های پان‌عربیسم

پرچم انقلاب بزرگ عربی

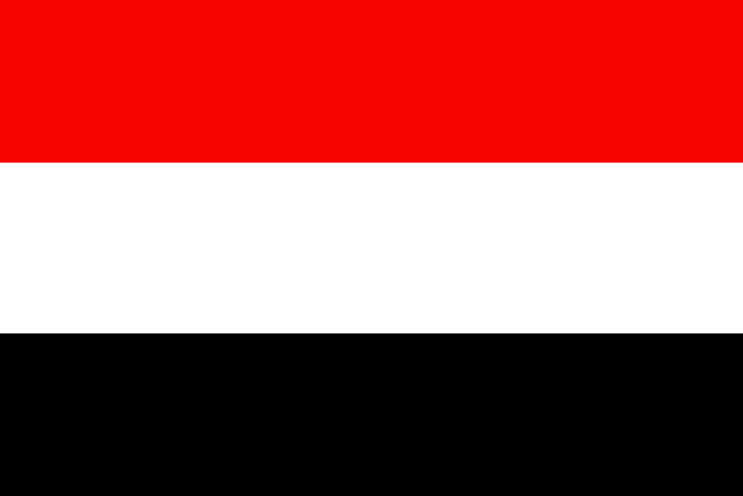
پرچم آزادی عربی

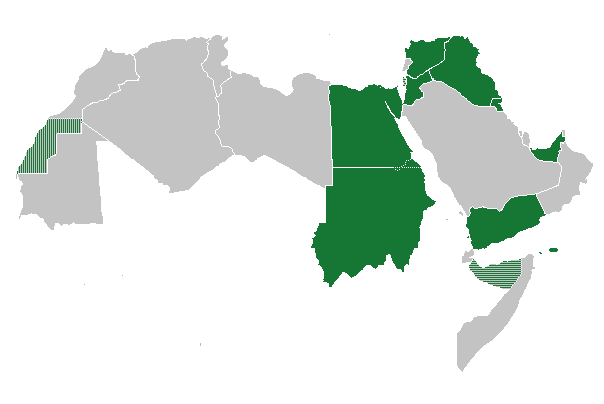
کشورها و مناطقی که از رنگ‌های پان عربی در پرچم خود استفاده می‌کنند در نقشه با رنگ سبز نشان داده شده است

رنگ‌های پان‌عربی (به عربی: ألوان الوحدة العربية) شامل سرخ، سفید، سیاه و سبز هستند. این رنگ‌ها هر کدام نشان دهنده یک بخش از تاریخ یا یکی از دودمان‌های عربی می‌باشند. در این پرچم از رنگ سیاه نمادی از خلافت عباسیان، سفید نمادی از خلافت بنی امیه، سبز نمادی از خلافت خلافت اموی اندلس و سرخ به عنوان نمادی از خاندان سلطنتی هاشمیون استفاده شده است.
رنگ‌های پان عربی نخستین بار در پرچم انقلاب بزرگ عربی کنار یکدیگر ظاهر شدند، انقلابی که به عنوان بخشی از وقایع جنگ جهانی اول در سال ۱۹۱۶ بر ضد امپراتوری عثمانی روی داد. بسیاری از پرچم‌های کنونی کشورهای عربی بر پایه پرچم انقلاب عربی ایجاد شده است؛ مانند پرچم اردن، سوریه، فلسطین، کویت، امارات، عراق، مصر و صحرای غربی و پرچم سابق اتحاد شش‌ماهه عراق و اردن.
از سال ۱۹۵۰ به بعد برخی از رنگ‌های پان عربی به عنوان رنگ‌های آزادی عرب به شهرت رسیدند. این رنگ‌ها شامل پرچم سه رنگی از سرخ و سفید و سیاه است.